# Tour Lotería del Táchira 2015
La 2ª edición del Tour Lotería del Táchira se disputará desde el 09 hasta el 13 de diciembre de 2015.
El recorrido contará con 5 etapas y más de 400 km, transitando por los estados de Barinas y Táchira.
El ganador fue  del equipo , quien fue escoltado en el podio por  y .
Las clasificaciones secundarias fueron;  ganó la clasificación por puntos,  la montaña, el sprints para , el sub-23 para  y la clasificación por equipos la ganó el equipo .

## Equipos participantes
Están confirmados 2 equipos locales, conformados por entre 6 y 8 corredores. 
| - Lotería del Táchira - Kino Táchira |

## Etapas
| Etapa | Fecha           | Recorrido       | Km | Ganador      | Lider        |
| 1ª    | 9 de diciembre  | Recorrido etapa | -  | Bandera de ? | Bandera de ? |
| 2ª    | 10 de diciembre | Recorrido etapa | -  | Bandera de ? | Bandera de ? |
| 3ª    | 11 de diciembre | Recorrido etapa | -  | Bandera de ? | Bandera de ? |
| 4ª    | 12 de diciembre | Recorrido etapa | -  | Bandera de ? | Bandera de ? |
| 5ª    | 13 de diciembre | Recorrido etapa | -  | Bandera de ? | Bandera de ? |

## Clasificaciones

### Clasificación general
| Posición | Ciclista     | Equipo       | Tiempo       |
|          | Bandera de ? | Bandera de ? | Bandera de ? |
| 2º       | Bandera de ? | Bandera de ? | Bandera de ? |
| 3º       | Bandera de ? | Bandera de ? | Bandera de ? |
| 4º       | Bandera de ? | Bandera de ? | Bandera de ? |
| 5º       | Bandera de ? | Bandera de ? | Bandera de ? |
| 6º       | Bandera de ? | Bandera de ? | Bandera de ? |
| 7º       | Bandera de ? | Bandera de ? | Bandera de ? |
| 8º       | Bandera de ? | Bandera de ? | Bandera de ? |
| 9º       | Bandera de ? | Bandera de ? | Bandera de ? |
| 10º      | Bandera de ? | Bandera de ? | Bandera de ? |

### Clasificación por puntos
| Posición | Ciclista     | Equipo       | Puntos       |
|          | Bandera de ? | Bandera de ? | Bandera de ? |
| 2°       | Bandera de ? | Bandera de ? | Bandera de ? |
| 3°       | Bandera de ? | Bandera de ? | Bandera de ? |

### Clasificación de la montaña
| Posición | Ciclista     | Equipo       | Puntos       |
|          | Bandera de ? | Bandera de ? | Bandera de ? |
| 2°       | Bandera de ? | Bandera de ? | Bandera de ? |
| 3°       | Bandera de ? | Bandera de ? | Bandera de ? |

### Clasificación de los sprints
| Posición | Ciclista     | Equipo       | Puntos       |
|          | Bandera de ? | Bandera de ? | Bandera de ? |
| 2°       | Bandera de ? | Bandera de ? | Bandera de ? |
| 3°       | Bandera de ? | Bandera de ? | Bandera de ? |

### Clasificación sub-23
| Posición | Ciclista     | Equipo       | Tiempo       |
|          | Bandera de ? | Bandera de ? | Bandera de ? |
| 2°       | Bandera de ? | Bandera de ? | Bandera de ? |
| 3°       | Bandera de ? | Bandera de ? | Bandera de ? |

### Clasificación por equipos
| Posición | Equipo       | Tiempo       |
|          | Bandera de ? | Bandera de ? |
| 2°       | Bandera de ? | Bandera de ? |
| 3°       | Bandera de ? | Bandera de ? |